# Development as freedom
 (janvier 2019).
Si vous disposez d'ouvrages ou d'articles de référence ou si vous connaissez des sites web de qualité traitant du thème abordé ici, merci de compléter l'article en donnant les références utiles à sa vérifiabilité et en les liant à la section « Notes et références ».
Development as freedom est un ouvrage de l'économiste indien Amartya Sen, relatif au développement humain, sujet central de la pensée de l'auteur, pour qui la pauvreté n'est pas uniquement due à un manque de ressources matérielles, mais aussi à une privation de libertés fondamentales (libre exercice des droits politiques, vie en sécurité et libre choix de vies, droits économiques (accès au crédit), etc.)
Le développement ne serait donc pas dépendant d'une augmentation du revenu de base ou du revenu moyen d'un pays, mais plutôt d'une augmentation des capabilités de la population, de ses opportunités pour accéder à l'exercice effectif de ses libertés. Attendre que le pays soit sorti de la misère pour y développer les libertés individuelles est pour Sen un non-sens.

## Publication
- (en) Development as freedom, Oxford, Oxford University Press, 2001  (ISBN 978-0192893307).